# Claudia Koll

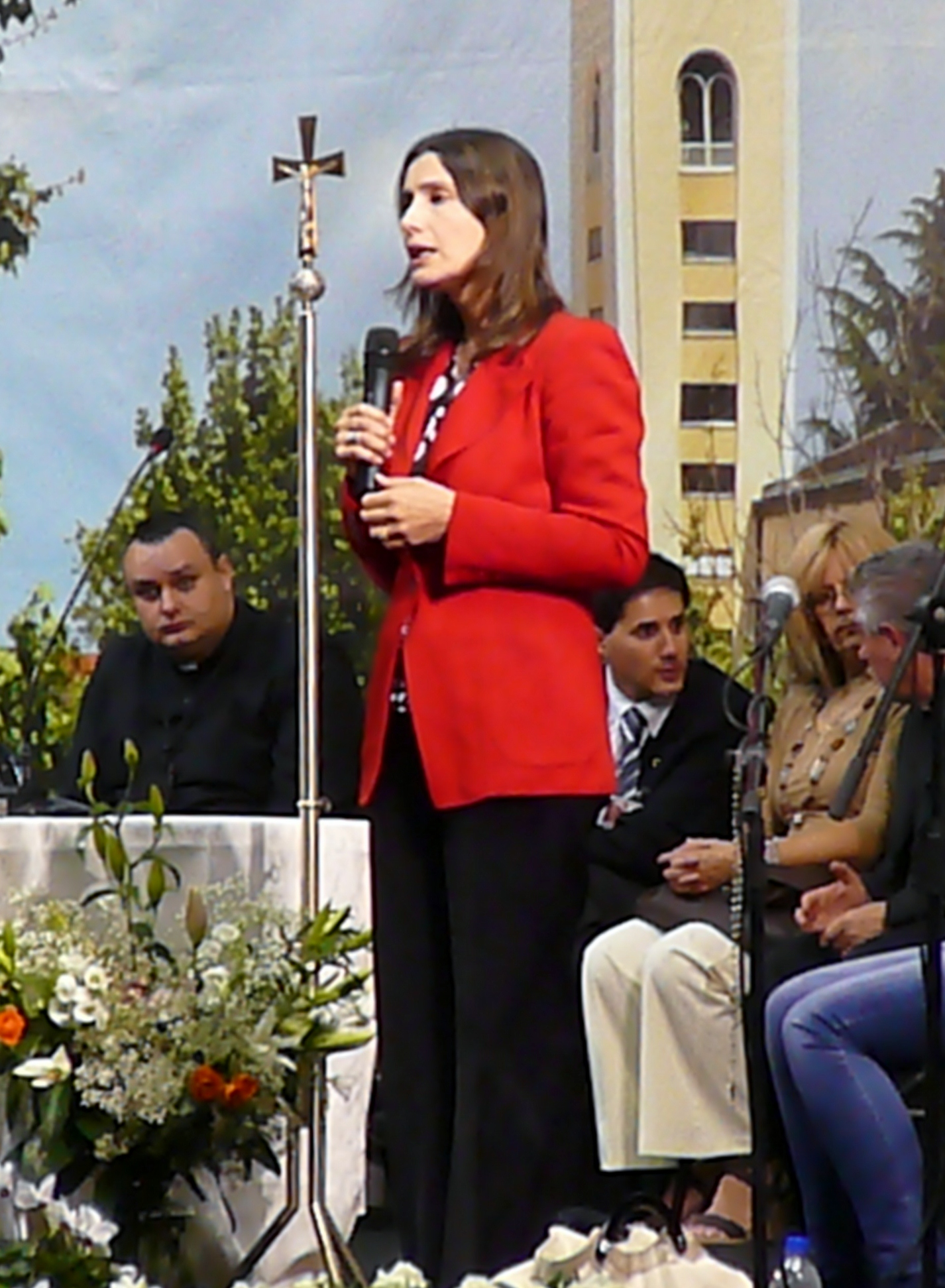
Claudia Koll während einer Rede (2011)

Claudia Koll (* 17. Mai 1965 in Rom, Latium als Claudia Maria Rosaria Colacione) ist eine italienische Schauspielerin, die einem breiten Publikum durch die Charakterdarstellung im freizügigen Erotikfilm Eine unmoralische Frau bekannt wurde. Ab Anfang der 2000er Jahre spezialisierte sie sich auf Verkörperungen von religiösen Charakteren, da sie auch in ihrem Privatleben gläubiger wurde und für den katholischen Glauben eintritt.

## Leben
Koll wurde am 17. Mai 1965 in Rom als Tochter von rumänischstämmigen Eltern geboren. Sie wuchs bei ihrer religiösen, fast vollständig erblindeten Großmutter auf. Sie gab ihr Fernsehschauspieldebüt 1988 in drei Episoden der Mini-Serie Una donna tutta sbagliata. Mit dem Beginn ihrer Laufbahn als Schauspielerin trat sie aus der Kirche aus und genoss ein Leben als Rebellin und frei von Autoritäten. Im Folgejahr stellte sie eine Nebenrolle im Spielfilm Orlando sei dar. 1990 verkörperte sie eine Charakterrolle in einer Episode der Fernsehserie Eurocops. 1991 wurde sie im Fernsehfilm Ti ho adottato per simpatia für eine Nebenrolle besetzt. 1992 folgte im Erotikfilm Eine unmoralische Frau von Regisseur Tinto Brass ihre bis dato größte Rolle. Sie übernahm darin die weibliche Hauptrolle der Diana.
1995 trat sie als Co-Moderatorin des Sanremo-Festivals in Erscheinung. Weitere nationale Bekanntheit sammelte sie durch Hauptrollen in Fernsehserien wie Linda e il brigadiere von 1997 bis 1998 und Valeria medico legale von 2000 bis 2002. Sie gab an, dass sie sich nach dem Ruhm wie in einen „schwarzen Tunnel schrecklicher innerer Erlebnisse“ versetzt fühlte, und fand so den Weg zum Glauben zurück. Sie schloss sich der Römisch-katholischen Kirche an. Sie überlegte erst, mit dem Schauspiel aufzuhören und sich als Ordensfrau einem Kloster anzuschließen, entschied aber, dass sie durch das Schauspiel und die dadurch resultierende Bekanntheit eine größere Hilfe für die Kirche sei. Sie versucht junge Menschen zurück zum Glauben zu führen. So klärt sie beispielsweise junge Menschen an der Adria über den christlichen Glauben auf, kümmert sich in Rom um AIDS-Infizierte und reist durch Afrika zu hilfsbedürftigen Kindern. Sie ist bekennende Kommunistin. Sie leidet an Zöliakie und ist Ehrenpräsidentin der italienischen Zöliakie-Vereinigung.

## Filmografie
- 1988: Una donna tutta sbagliata (Mini-Serie, 3 Episoden)
- 1989: Orlando sei
- 1990: Eurocops (Il commissario Corso) (Fernsehserie, Episode 2x10)
- 1991: Ti ho adottato per simpatia (Fernsehfilm)
- 1992: Eine unmoralische Frau (Così fan tutte)
- 1993: Il giovane Mussolini (Mini-Serie, 3 Episoden)
- 1994: Miracolo italiano
- 1995: Uomini sull'orlo di una crisi di nervi
- 1996: Die Liebenden vom Red River (Les Amants de rivière rouge) (Mini-Serie)
- 1996: Occhio di falco (Fernsehserie)
- 1997–1998: Linda e il brigadiere (Fernsehserie, 12 Episoden)
- 1998: Cucciolo
- 2000–2002: Valeria medico legale (Fernsehserie, 14 Episoden)
- 2001: L'impero (Mini-Serie, 4 Episoden)
- 2003: Maria Goretti (Fernsehfilm)
- 2004: Amiche (Mini-Serie, 4 Episoden)
- 2004: Una cosa in mente. Giuseppe Benedetto Cottolengo
- 2005: San Pietro (Fernsehfilm)
- 2007: Petali di Rosa
- 2011: Isabella de Rosis